# Râul Roșoșa
Râul Roșoșa este un curs de apă, afluent al râului Argel.

## Hărți
- Harta județului Suceava